# Commonwealth Games 2018/Gewichtheben
Bei den Commonwealth Games 2018 in Gold Coast, Australien, fanden vom 5. bis 9. April 2018 im Gewichtheben 16 Wettbewerbe statt, davon jeweils acht für Männer und Frauen. Außerdem wurden am 10. April 2018 je zwei Wettbewerbe für Männer und Frauen im Kraftdreikampf ausgetragen, die offen für Behindertensportler waren. Austragungsort war das Gold Coast Sports and Leisure Centre.
Erfolgreichste Nation war Indien mit fünf Gold-, zwei Silber- und drei Bronzemedaillen vor Nigeria, dessen Sportler alle vier Goldmedaillen im Kraftdreikampf gewannen.

## Gewichtheben

### Männer

#### Klasse bis 56 kg
| Platz | Land | Sportler          |
| ----- | ---- | ----------------- |
| 1     | MAS  | Azroy Hazalwafie  |
| 2     | IND  | Gururaja Poojary  |
| 3     | SRI  | Chaturanga Lakmal |

Finale: 5. April 2018, 9:30 Uhr

#### Klasse bis 62 kg
| Platz | Land | Sportler            |
| ----- | ---- | ------------------- |
| 1     | MAS  | Muhamad Aznil Bidin |
| 2     | PNG  | Morea Baru          |
| 3     | PAK  | Talha Talib         |

Finale: 5. April 2018, 18:30 Uhr

#### Klasse bis 69 kg
| Platz | Land | Sportler           |
| ----- | ---- | ------------------ |
| 1     | WAL  | Gareth Evans       |
| 2     | SRI  | Indika Dissanayake |
| 3     | IND  | Deepak Lather      |

Finale: 6. April 2018, 14:00 Uhr

#### Klasse bis 77 kg
| Platz | Land | Sportler           |
| ----- | ---- | ------------------ |
| 1     | IND  | Sathish Sivalingam |
| 2     | ENG  | Jack Oliver        |
| 3     | AUS  | François Etoundi   |

Finale: 7. April 2018, 9:30 Uhr

#### Klasse bis 85 kg
| Platz | Land | Sportler            |
| ----- | ---- | ------------------- |
| 1     | IND  | Ragala Venkat Rahul |
| 2     | SAM  | Don Opeloge         |
| 3     | MAS  | Fazrul Azrie Mohdad |

Finale: 7. April 2018, 18:30 Uhr

#### Klasse bis 94 kg
| Platz | Land | Sportler      |
| ----- | ---- | ------------- |
| 1     | PNG  | Steven Kari   |
| 2     | CAN  | Boady Santavy |
| 3     | IND  | Vikas Thakur  |

Finale: 8. April 2018, 14:00 Uhr

#### Klasse bis 105 kg
| Platz | Land | Sportler      |
| ----- | ---- | ------------- |
| 1     | SAM  | Sanele Mao    |
| 2     | IND  | Pardeep Singh |
| 3     | ENG  | Owen Boxall   |

Finale: 9. April 2018, 9:30 Uhr

#### Klasse über 105 kg
| Platz | Land | Sportler      |
| ----- | ---- | ------------- |
| 1     | NZL  | David Liti    |
| 2     | SAM  | Lauititi Lui  |
| 3     | PAK  | Muhammad Butt |

Finale: 9. April 2018, 18:30 Uhr

### Frauen

#### Klasse bis 48 kg
| Platz | Land | Sportlerin                      |
| ----- | ---- | ------------------------------- |
| 1     | IND  | Saikhom Mirabai Chanu           |
| 2     | MRI  | Marie Hanitra Roilya Ranaivosoa |
| 3     | SRI  | Dinusha Gomes                   |

Finale: 5. April 2018, 14:00 Uhr

#### Klasse bis 53 kg
| Platz | Land | Sportlerin               |
| ----- | ---- | ------------------------ |
| 1     | IND  | Khumukcham Sanjita Chanu |
| 2     | PNG  | Dika Toua                |
| 3     | CAN  | Rachel Leblanc-Bazinet   |

Finale: 6. April 2018, 9:30 Uhr

#### Klasse bis 58 kg
| Platz | Land | Sportlerin       |
| ----- | ---- | ---------------- |
| 1     | AUS  | Tia-Clair Toomey |
| 2     | CAN  | Tali Darsigny    |
| 3     | SOL  | Jenly Tegu Wini  |

Finale: 6. April 2018, 18:30 Uhr

#### Klasse bis 63 kg
| Platz | Land | Sportlerin     |
| ----- | ---- | -------------- |
| 1     | CAN  | Maude Charron  |
| 2     | ENG  | Zoe Smith      |
| 3     | RSA  | Mona Pretorius |

Finale: 7. April 2018, 14:00 Uhr

#### Klasse bis 69 kg
| Platz | Land | Sportlerin      |
| ----- | ---- | --------------- |
| 1     | IND  | Punam Yadav     |
| 2     | ENG  | Sarah Davies    |
| 3     | FIJ  | Apolonia Vaivai |

Finale: 8. April 2018, 9:30 Uhr

#### Klasse bis 75 kg
| Platz | Land | Sportlerin                  |
| ----- | ---- | --------------------------- |
| 1     | ENG  | Emily Godley                |
| 2     | CAN  | Marie-Ève Beauchemin-Nadeau |
| 3     | WAL  | Laura Hughes                |

Finale: 8. April 2018, 18:30 Uhr

#### Klasse bis 90 kg
| Platz | Land | Sportlerin                     |
| ----- | ---- | ------------------------------ |
| 1     | FIJ  | Eileen Cikamatana              |
| 2     | AUS  | Kaity Fassina                  |
| 3     | CMR  | Clementine Meukeugni Noumbissi |

Finale: 9. April 2018, 16:00 Uhr

#### Klasse über 90 kg
| Platz | Land | Sportlerin            |
| ----- | ---- | --------------------- |
| 1     | SAM  | Feagaiga Stowers      |
| 2     | NRU  | Charisma Amoe-Tarrant |
| 3     | ENG  | Emily Campbell        |

Finale: 9. April 2018, 16:00 Uhr

## Kraftdreikampf

### Männer

#### Leichtgewicht
| Platz | Land | Sportler        |
| ----- | ---- | --------------- |
| 1     | NGR  | Roland Ezuruike |
| 2     | NGR  | Paul Kehinde    |
| 3     | ENG  | Ali Jawad       |

Finale: 10. April 2018

#### Schwergewicht
| Platz | Land | Sportler           |
| ----- | ---- | ------------------ |
| 1     | NGR  | Abdulazeez Ibrahim |
| 2     | MAS  | Yee Khie Jong      |
| 3     | IND  | Sachin Chaudhary   |

Finale: 10. April 2018

### Frauen

#### Leichtgewicht
| Platz | Land | Sportlerin   |
| ----- | ---- | ------------ |
| 1     | NGR  | Esther Oyema |
| 2     | NGR  | Lucy Ejike   |
| 3     | ENG  | Zoe Newson   |

Finale: 10. April 2018

#### Schwergewicht
| Platz | Land           | Sportlerin     |
| ----- | -------------- | -------------- |
| 1     | NGR            | Ndidi Nwosu    |
| 2     | ENG            | Louise Sugden  |
| 3     | nicht vergeben | nicht vergeben |

Finale: 10. April 2018

## Medaillenspiegel
| Platz | Land            | Gold | Silber | Bronze | Gesamt |
| ----- | --------------- | ---- | ------ | ------ | ------ |
| 1     | Indien          | 5    | 2      | 3      | 10     |
| 2     | Nigeria         | 4    | 2      | —      | 6      |
| 3     | Samoa           | 2    | 2      | —      | 4      |
| 4     | Malaysia        | 2    | 1      | 1      | 4      |
| 5     | England         | 1    | 4      | 4      | 9      |
| 6     | Kanada          | 1    | 3      | 1      | 5      |
| 7     | Papua-Neuguinea | 1    | 2      | —      | 3      |
| 8     | Australien      | 1    | 1      | 1      | 3      |
| 9     | Fidschi         | 1    | —      | 1      | 2      |
| 9     | Wales           | 1    | —      | 1      | 2      |
| 11    | Neuseeland      | 1    | —      | —      | 1      |
| 12    | Sri Lanka       | —    | 1      | 2      | 3      |
| 13    | Mauritius       | —    | 1      | —      | 1      |
| 13    | Nauru           | —    | 1      | —      | 1      |
| 15    | Pakistan        | —    | —      | 2      | 2      |
| 16    | Kamerun         | —    | —      | 1      | 1      |
| 16    | Salomonen       | —    | —      | 1      | 1      |
| 16    | Südafrika       | —    | —      | 1      | 1      |